# 안드레아스 슈미트 (배우)

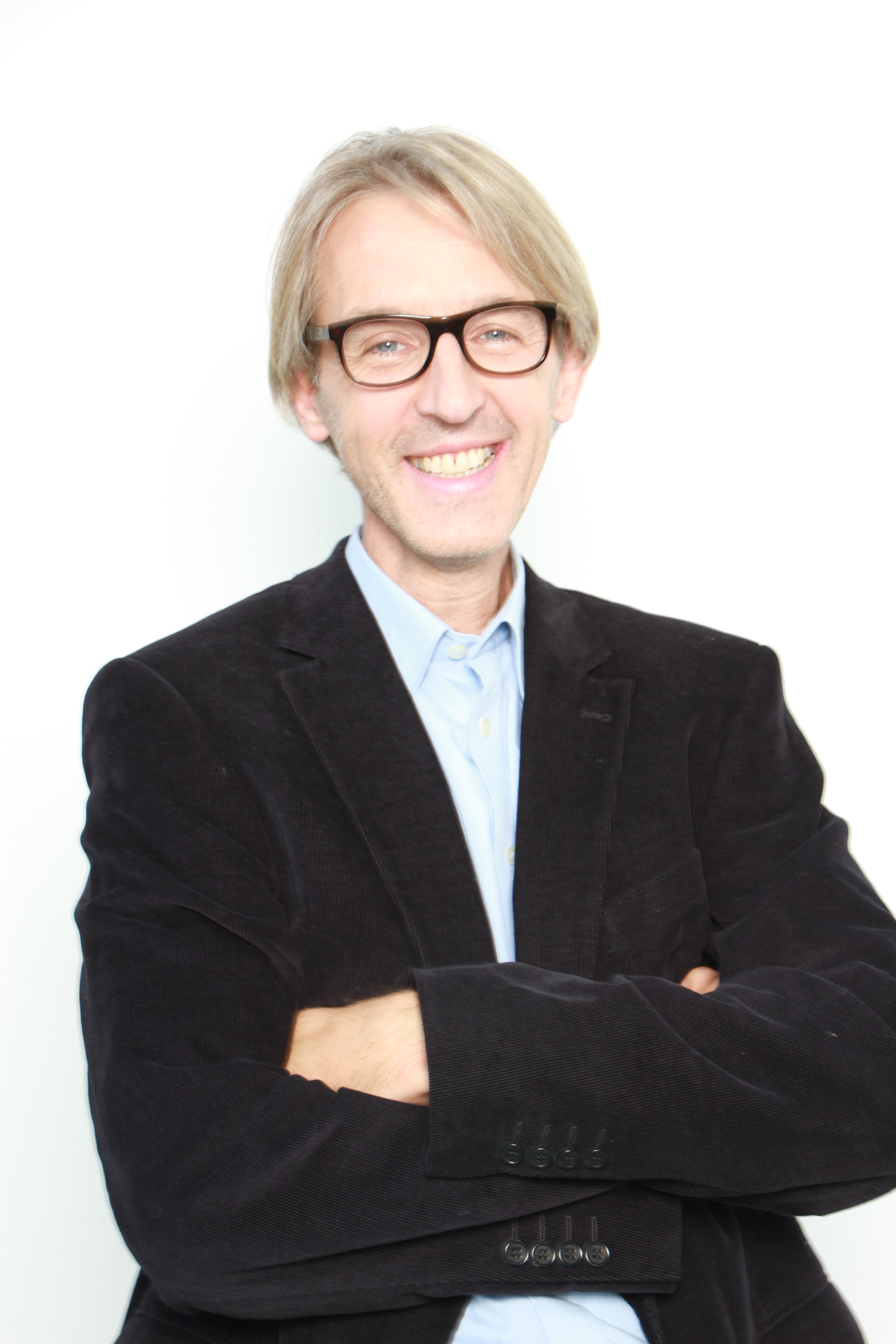
슈미트(2011년)

안드레아스 슈미트(독일어: Andreas Schmidt, 1963년 11월 23일~2017년 9월 28일)는 독일의 배우, 가수, 성우, 무대 연출가이다.

## 작품 목록

### 영화
- 행운은 용감한 자의 편 (2016년)
- 뱅크레이디 (2013년)
- 코드 루나 (2012년)
- 좋은 여름 (2011년)
- 앙리 4세 (2010년)
- 클라우츠, 다우츠 & 락 '엔' 롤 (2008년)
- 달려라 루디 (2007년)
- 카운터페이터 (2007년)
- 발코니에서 맞은 여름 (2006년)
- 가이스 앤 볼스 (2004년)
- 광고맨 빅터 포겔 (2001년)
- 알렉스 행성 (1999년)
- 인생은 공사장 (1997년)
- 나치 학살 (1989년)
- 지하철 1호선 (1988년)